# Valentin Thalhofer

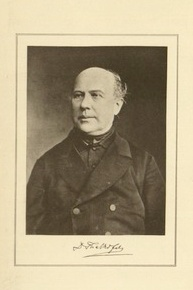
Valentin Thalhofer

Valentin Thalhofer (* 20. Januar 1825 in Unterroth/Schwaben; † 17. September 1891 in Unterroth/Schwaben) war Professor für Pastoraltheologie und Liturgik an der Ludwig-Maximilians-Universität München und am Lyzeum Eichstätt sowie Domdekan und Dompropst im Bistum Eichstätt.

## Leben
Nach dem Abitur in Dillingen 1843 studierte Valentin Thalhofer Philosophie und Theologie, zunächst am Lyceum in Dillingen und dann an der Universität in München, wo er seit 1845 Alumnus am herzoglichen Georgianum war. Mit seiner Bearbeitung der 1847 von der theologischen Fakultät gestellten Preisaufgabe wurde Valentin Thalhofer 1848 an der Universität München zum Doktor der Theologie promoviert. Kurz darauf wurde er zum Priester geweiht und erhielt eine Stelle als Präfekt am Priesterseminar in Dillingen.
Es folgte 1850 die Ernennung zum Professor für Bibelwissenschaft am Lyceum in Dillingen. 1863 wurde er Direktor des Georgianums und Professor für Pastoraltheologie (Liturgik) an der Universität München. Infolge der fakultätsinternen Auseinandersetzungen nach dem Ersten Vatikanischen Konzil (1869/70) entschloss Valentin Thalhofer sich, München zu verlassen. Auf seine Bitte um Versetzung hin erhielt er 1877 die Stelle des Domdekans in Eichstätt und wurde zugleich zum Professor für Liturgik am dortigen Lyceum ernannt. Seit 1886 war er Dompropst in Eichstätt.
In den Jahren 1860–1863 war Valentin Thalhofer Herausgeber des Augsburger Pastoralblatts und 1869–1888 Herausgeber der Bibliothek der Kirchenväter. 1869 gehörte er der bayerischen Kammer der Abgeordneten an.

## Werke (Auswahl)
- Die unblutigen Opfer des mosaischen Cultes, ihre Liturgie, ihre symbolisch-typische und dogmatische Bedeutung. Eine im Jahre 1847 von der theologischen Facultät der kgl. Ludwigs-Maximilians-Universität zu München gekrönte Preisschrift, Regensburg 1848.
- Die Opferlehre des Hebräerbriefes und die katholische Lehre vom hl. Meßopfer, Dillingen 1854/55.
- Beiträge zu einer Geschichte des Aftermysticismus und insbesondere des Irvingianismus im Bisthum Augsburg. Zugleich eine Antwort an Herrn J. E. Georg Lutz, Pfarrer in Oberroth, Regensburg 1857.
- Erklärung der Psalmen, mit besonderer Rücksicht auf deren liturgischen Gebrauch im römischen Brevier, Missale, Pontificale und Rituale. Nebst einem Anhang, enthaltend die Erklärung der römischen Brevier vorkommenden alt- und neutestamentlichen Cantica, Regensburg 1857, 5. Auflage 1889 (7. Auflage 19047, bearb. v. Peter Schmalzl; 9. Auflage 1923, bearb. v. Franz Wutz).
- Das Opfer des alten und des neuen Bundes. mit besonderer Rücksicht auf den Hebräerbrief und die katholische Meßopferlehre exegetisch-dogmatisch gewürdiget, Regensburg 1870.
- Handbuch der katholischen Liturgik, 2 Bde., Freiburg i.Br. 1883–1890.
- Die hl. Messe und das Priesterthum der katholischen Kirche. Predigten, hrsg. v. Andreas Schmid, Kempten 1893.
- Marienpredigten, hrsg. v. Andreas Schmid, Regensburg 1912.